# Espelho convexo

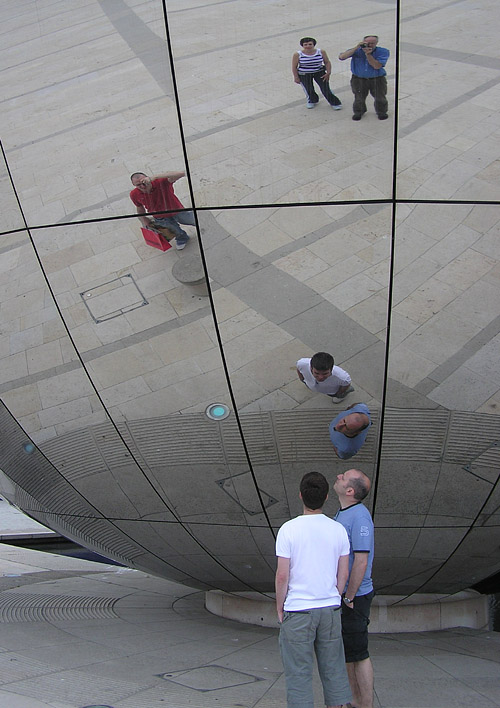
Imagem refletida em um espelho esférico. O fotógrafo é visto no topo.

Espelho convexo é caracterizado como sendo um espelho esférico, e pode ser considerado para qualquer superfície externa na forma de uma calota esférica que seja capaz de refletir a luz incidente, ou seja, o espelho convexo é uma “fatia” de uma esfera, essa fatia é chamada de calota esférica, e por isso conhecido de espelho esférico, e a parte que reflete (polida) é a parte externa dessa calota. Os raios de luz incidentes nesse espelho refletem de forma divergente e tem seus prolongamentos direcionados para o que se encontra no lado posterior do espelho.
Assim, as imagens conjugadas por um objeto real, tem natureza virtual e seu tamanho é sempre menor em relação ao objeto sendo orientadas no mesmo sentido do objeto, portanto direitas.
Devido essas características, esses espelhos tem aplicações diversas quando se deseja um grande aumento no campo visual. Podem-se citar os espelhos retrovisores externos de veículos e motocicletas, bem como os espelhos utilizados em lojas, supermercados, farmácias entre outros.

## Exemplos
Espelho rolinha (convexo), um  dos mais famosos na época da arte renascentista, hoje muito usado em lojas de conveniência, garagens, supermercados, ônibus e outros mais, pois proporciona um amplo angulo de visão.

## Como funciona
O espelho convexo consiste em um tipo de espelho esférico onde sua reflexão ocorre no lado exterior da esfera, consiste em um espelho que altera a imagem refletida por ela deixando a sempre com uma imagem: virtual, direita, e menor que a imagem original do objeto.
Para todo tipo de espelho esférico, inclusive o convexo, existem raios notáveis, que são definidos pelas leis dos raios:;
- Todo raio que incide passando pelo foco é refletido paralelamente.
- Todo raio que incide paralelamente é refletido passando pelo foco.
- O raio que incide em cima do vértice tem o mesmo ângulo de incidência e reflexão, se tomarmos como referência a linha imaginária que passa por cima do centro de curvatura e consequêntemente pelo vértice.
- Quando o raio incide passando pelo centro da curvatura ele é refletido na mesma direção.

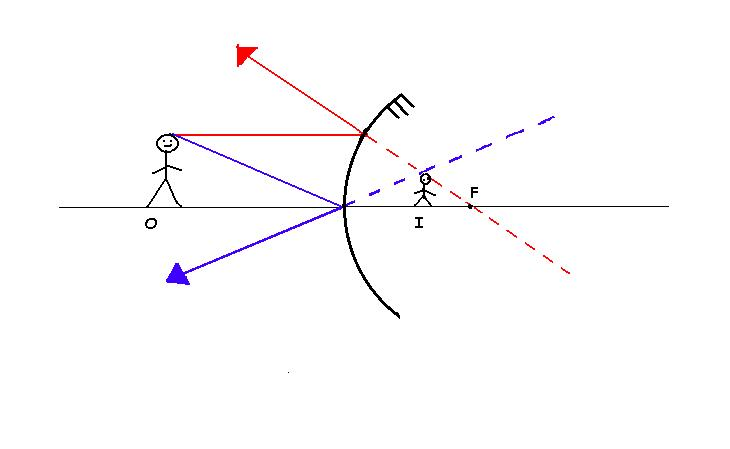

Assim podemos definir equação dos espelhos esféricos;
{\displaystyle {1 \over f}={1 \over P}+{1 \over P'}}
- onde f é o foco do espelho;
- P a distância do objeto ao vértice, e
- P' a distancia da imagem ao vértice.
- F é a distancia entre o foco e o vértice.

Esta relação nos permite calcular a que distância do espelho se formará a imagem, quando conhecemos a distância focal do espelho e a distância do objeto a ele.
O foco do espelho convexo é virtual(espelho divergente).E a distância entre o foco e o vértice do espelho chamamos de distância focal.Pelos espelhos de Gauss a distância focal é a metade do raio de curvatura.
Dado pela equação dos espelhos esféricos como: 
{\displaystyle {1 \over f}={1 \over P}+{1 \over P'}}
E sabendo que o seu foco é virtual, e quando uma imagem é virtual matematicamente colocamos o " - " para representar isso, então podemos dar a equação dos espelhos esféricos no espelho convexo como:
{\displaystyle {1 \over -f}={1 \over P}+{1 \over P'}}
Multiplicando os dois lados por -1 obteremos a seguinte equação para espelhos convexo:
{\displaystyle {1 \over f}=-{1 \over P}-{1 \over P'}}